# Another Froggy Evening
Another Froggy Evening ist ein US-amerikanischer Zeichentrickkurzfilm von Time Warner aus dem Jahre 1995. Er handelt von einem Frosch, der singen und tanzen kann, das aber nur vor einzelnen Menschen macht, die ihn gefunden haben. Sollten sie versuchen, dass sie mit dem Tier Geld verdienen könnten, scheitert dieses Vorhaben stets.

## Handlung
Die Handlung beginnt, vor 300.000 Jahren, in der Altsteinzeit. Ein Jäger versucht, ein freilaufendes Huhn zu fangen. Im Zuge seiner Flucht versteckt es sich unter einem Felsen. Dorthin langt auch der Jäger, aber anstelle des Huhnes zieht er eine kleine Kiste hervor. Er öffnet sie, heraus springt ein Frosch mit einem Stock und einem Zylinder, der beginnt, Hello! Ma Baby zu singen. Sofort träumt der Mann von einem Berg von Muschelgeld. Musikalisch unterlegt von Mussorgskis Bilder einer Ausstellung errichtet er eine Veranstaltungsstätte nach dem Muster von Stonehenge. Voll besucht, präsentiert er seinem Publikum den Fund, der aber nicht singt, sondern nur ein Quaken hervorbringt. Als Reaktion erntet der Mann einen Hagel von Steinen. Schwer verletzt gelingt es ihm, die Kiste wieder an dem Felsen unterzubringen.
Der nächste, der auf sie stößt, ist 23.264 Jahre später ein Reiter zu Zeiten des Römischen Reiches. Der Frosch präsentiert einen Ragtime, was den Traum von Reichtümern auslöst. Die Vorstellung, diesmal im Circus Maximus vor den Augen des Caesaren, geht erneut schief. Nach dem Senken des Daumens werden die Löwen auf ihn losgelassen. Auf der Flucht wirft der Mann die Kiste in den Tiber.
Die folgende Episode spielt 1776. Hier sitzt der Frosch auf seiner Kiste und singt einen Country-Song, während er vom Ozean in eine Bucht an der nordamerikanische Küste treibt. Nun ist es Paul Revere, dessen Interesse er weckt, und er beginnt mit dem Yankee Doodle. Revere ergreift die Gelegenheit, um George Washington aus dem Schlaf zu wecken. Alles, was dabei herauskommt, ist das übliche Quaken, und so finden sich beide an einem Pranger. Dem wesentlich dünneren Frosch gelingt es, sich singend auf seinen weiteren Weg zu machen.
Schließlich kommt er auf seiner Kiste am Ufer der Insel Robinson Crusoe an. Ein dort gestrandeter Schiffbrüchiger ergreift die Gelegenheit und will ihn in einen Topf mit kochendem Wasser werfen, damit er etwas zum Essen hat. Auch das klappt nicht, denn Marvin der Marsmensch holt ihn, gerade rechtzeitig, in sein Raumschiff. Er stuft das Quaken als marsianische Sprache ein, und so verlassen beide, singend und tanzend, die Erde.

## Hintergrund
Jones griff die Idee des singenden Frosches auf, die er 1955 in dem Kurzfilm Der singende Frosch (Originaltitel One Froggy Evening) entwickelt hatte. Im Gegensatz zu diesem wurde Another Froggy Evening nur selten im Kino gezeigt. Dafür war er bei besonderen Ereignissen und bei Festivals zu sehen, die sich auf Animationsfilme konzentrierten. Später wurde er Teil eines Bugs Bunny Film Festivals, das in zahlreichen Städten der USA zu sehen war.